# Step

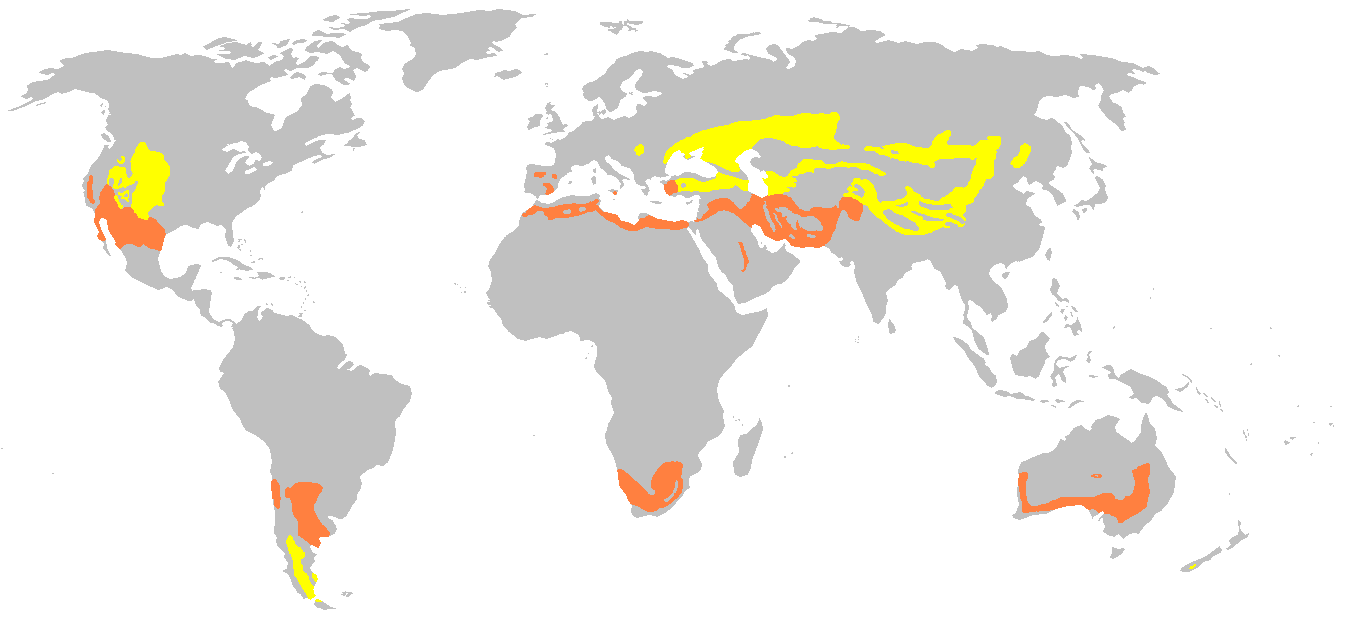
Stepy w klimatach; umiarkowanym chłodnym (żółte), umiarkowanym ciepłym oraz subtropikalnym (pomarańczowe)

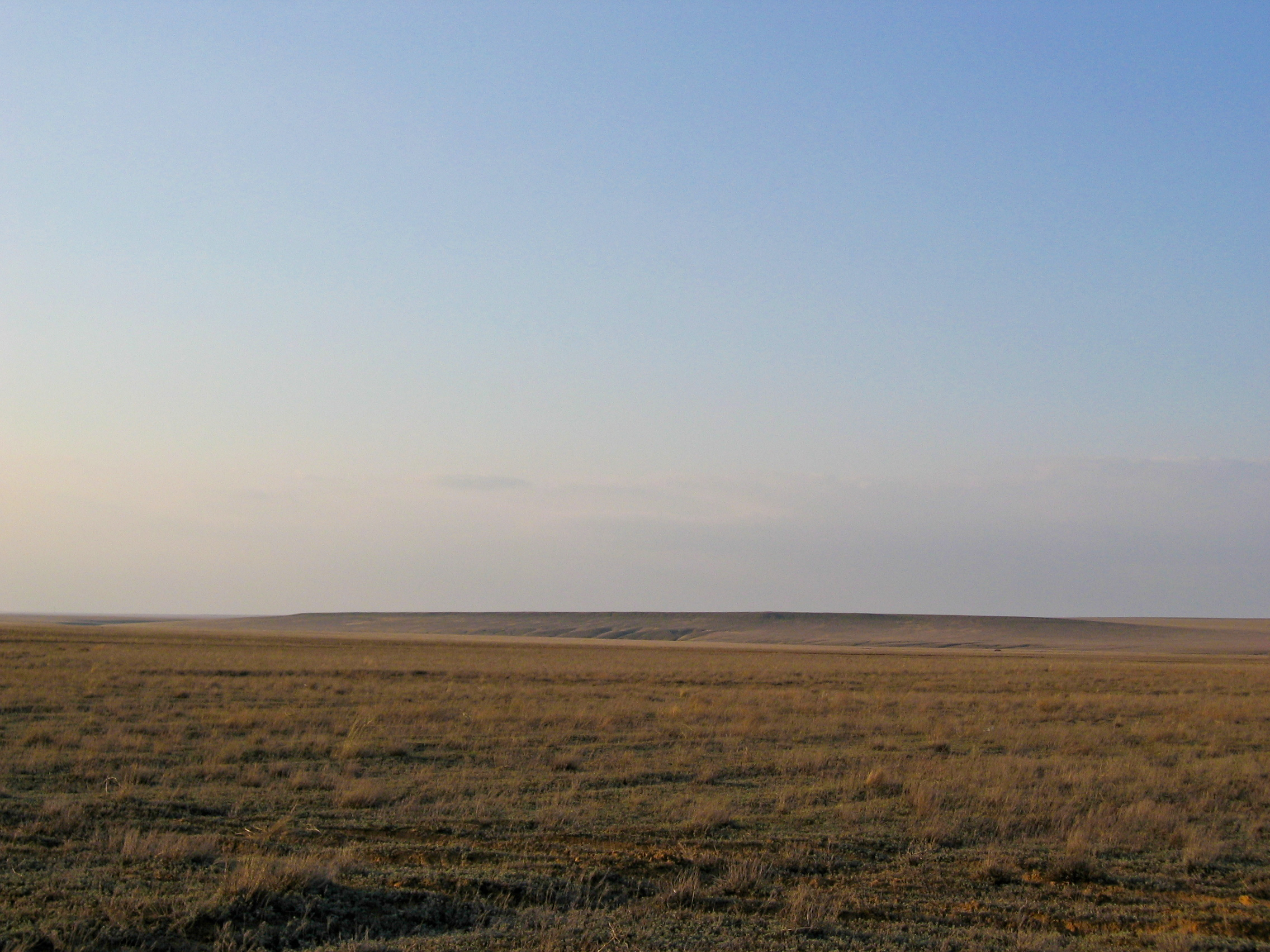
Step kazachski

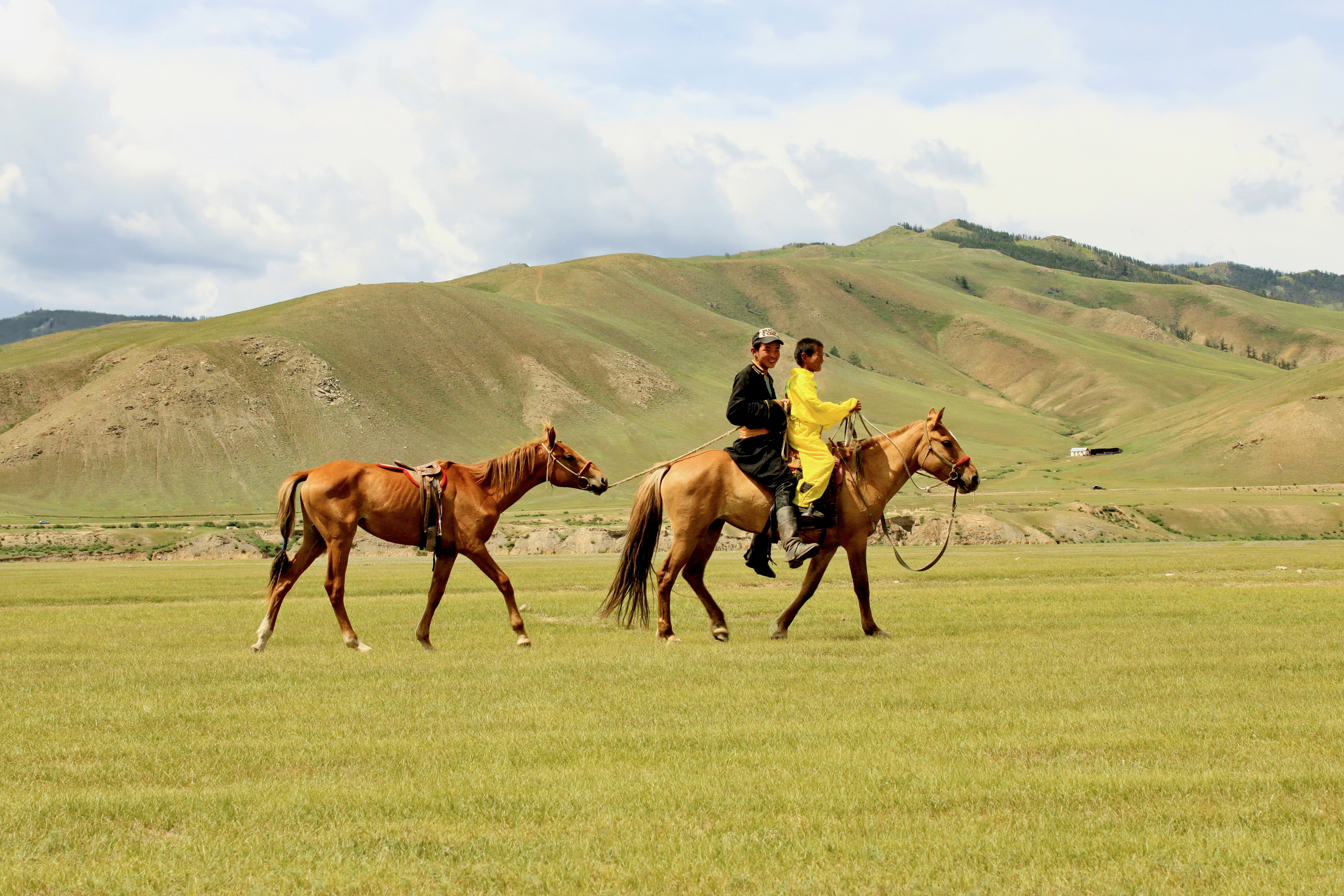
Jeźdźcy na stepie na obrzeżach miasta Karakorum w Mongolii

Step – formacja roślinna stref umiarkowanych, zwykle wielogatunkowa, ale bez drzew. W pokrywie roślinnej znaczną rolę odgrywają trawy, którym towarzyszą kseromorficzne rośliny zielne, rzadko także krzewy. Stepy kształtują się na obszarach pod wpływem klimatu kontynentalnego – z gorącym i suchym latem oraz mroźną i wietrzną zimą. Warunki takie uniemożliwiają rozwój roślin drzewiastych i krzewów. Pierwotnie termin „step” odnosił się tylko do formacji euroazjatyckiej, jednak stosowany jest też w szerokim znaczeniu obejmując typowe dla innych kontynentów formacje trawiaste, takie jak preria w Ameryce Północnej i pampa w Ameryce Południowej.
Na stepie często występują bardzo żyzne gleby (między innymi czarnoziemy, silnie eksploatowane przez człowieka), tworzące się z obumarłych szczątków roślin na podłożu skał lessowych – jednak pozbawione szaty roślinnej łatwo ulegają erozji wodnej i wiatrowej. Problemami są również burze pyłowe, a także brak lub zbytnia intensywność opadów.

## Flora
Podział stepów ze względu na dominujące gatunki traw:
- łąkowe (Europa Wschodnia, Ameryka Północna) – najbogatsze gatunkowo; składają się z wysokich traw (do 120 cm). Występują tu czarnoziemy, przez co wykorzystywane są jako uprawy rolne;
- ostnicowe (Azja Środkowa, Mongolia, Nizina Kubańska) – uboższe gatunkowo; występuje w klimacie suchym, kontynentalnym. Ten rodzaj stepu wykształca gleby bielicowe. Częściej tereny te wykorzystuje się do pasterstwa niż do rolnictwa ze względu na mniejszą zawartość próchnicy;
- piołunowe – najuboższe gatunkowo; gleba zawiera niewiele związków odżywczych i jest mocno zasolona, dlatego rzadko jest wykorzystywana rolniczo.

W krajobrazie stepowym dominują trawy. Na wilgotniejszych, czarnoziemnych terenach trawy są gęste, wysokie, niektóre mają nawet ponad 2 m wysokości. Na terenach bardziej suchych trawy są niższe i rosną kępami. Obok traw rośnie sporo innych roślin zielnych. Okres roku, w którym rozwijają się rośliny stepowe, nie jest długi. Na półkuli północnej w kwietniu i w maju rośliny zakwitają i step staje się kolorowy, jednak już w czerwcu trawy żółkną i wysychają. Latem zdarzają się susze, a flora wtedy częściowo jest w spoczynku. Jesienią step brunatnieje i zamiera. Pełny spoczynek roślin następuje zimą.
Drzewa spotyka się tylko w wąwozach (jarach) i dolinach rzek. Na czarnoziemach uprawiane są zboża (głównie pszenica), buraki cukrowe i inne wymagające rośliny.

## Fauna
Wśród traw żyje wiele owadów: pasikoniki, mszyce, mrówki, termity, szarańcza, skoczki. Chociaż step dostarcza zwierzętom znaczne ilości pokarmu roślinnego, to jednak nie daje im możliwości schronienia się przed drapieżnikami. Stąd też duże roślinożerne ssaki kopytne – antylopy, np. suhaki i gazele – potrafią bardzo szybko biegać, aby zapewnić sobie bezpieczeństwo. Stepowymi ssakami są również dzikie konie i osły. Małe roślinożerne gryzonie, takie jak: pieski preriowe, świstaki, susły, norniki, chomiki, ryją nory i w nich się chronią. Mała liczba stepowych dużych zwierząt kopytnych ogranicza możliwość zdobywania pokarmu przez drapieżniki. Żyją tu wilki i stepowe lisy oraz drapieżne ptaki: orzeł, pustułka, rarogi, sokół, sowa, myszołów, a także kuropatwa, przepiórka, cietrzew i drop.
Na terenach mokrych uprawia się zboża (pszenicę), soję, kukurydzę, buraki cukrowe oraz marchew. Bardziej suche obszary stepów wykorzystywane są jako całoroczne obszary wypasu bydła. Dlatego właśnie stepy nazwane są spichlerzami świata.
Występowanie:
- Europa – Kotlina Panońska, Nizina Nadczarnomorska, Nizina Kubańska
- Azja – Nizina Turańska, Pogórze Kazachskie, południowa Syberia, Mongolia
- Ameryka Północna – stepy nazywane są preriami; rozciągają się na wschód od Gór Skalistych aż po Appalachy i na północ od Teksasu aż po południową Kanadę (Wielkie Równiny)
- Ameryka Południowa – stepy znane jako pampy zajmują obszar od Patagonii na południu aż po dolny bieg rzeki Parany i od wschodnich stoków Andów aż po atlantyckie wybrzeże Argentyny

## Klimat
Stepy występują w obrębie strefy umiarkowanej, w głębi kontynentów, gdzie napływ wilgotnego powietrza morskiego jest niewielki. Skąpe opady, choć większe niż w strefie pustyń, nie wystarczają, żeby rozwinęła się roślinność leśna. Strefa stepów charakteryzuje się dość suchym klimatem o chłodnych zimach i upalnych latach. Latem, wskutek silnego parowania, tylko niewielkie ilości wody opadowej wsiąkają w glebę. Zapas wody w glebie nie zaspokaja potrzeb drzew i dlatego w krajobrazie stepowym brak jest lasów. Termin stepowy jest używany dla określenia klimatu takiego regionu.